# Vecchi bastardi
Vecchi bastardi è stato un programma televisivo di candid camera condotto da Paolo Ruffini e Gianluca Fubelli, andato  in onda nella primavera 2014 nel palinsesto pomeridiano di Italia 1.

## Il programma
Il programma, tratto dal format belga Benidorm Bastards, prevede una serie di candid camera in cui sono protagonisti un gruppo di arzilli vecchietti che prendono di mira i giovani facendo scherzi e creando situazioni comiche e paradossali.
I sette vecchietti che realizzano le candid camere italiane (le altre sono importate da altri paesi) sono: Maria Claudia Provvedi, Gabriella Orsolini, Rosanna Gregorini, Gloria Coco, Tonino Anzaldi, Giuseppe Fiorillo e Gioacchino Mazzoli.